# Олексієнко Сергій Миколайович
Сергій Миколайович Олексі́єнко (нар. 21 вересня 1969, Київ) — український скульптор; член Київської організації Спілки художників України з 1994 року.

## Біографія
Народився 21 вересня 1969 року в місті Києві (нині Україна). Син скульптора Миколи Олексієнка. 1988 року закінчив Київську художню середню школу імені Тараса Шевченка (педагоги з фаху — В. Домбровський, Л. Бутенко); 1994 року — Українську академію мистецтв, де навчався у Василя Бородая.
Мешкає у Києві в будинку на вулиці Прирічній, № 27 г.

## Творчість

Меморіальна дошка на вулиці Євгена Чикаленка, № 27.

Працює у галузях станкової та монументальної скульптури, скульптури малих форм, створює переважно скульптурні композиції, меморіальні дошки, барельєфи. Серед робіт:
- «Ритуал рівноваги» (1991);
- «Богиня» (1993);
- «Концентрація» (1993);
- «Вежа» (1994);
- «П'ятий елемент» (1999);
- «Вакханка» (2006);
- «Діоніс» (2010);
- «Південно-Східний вітер» (2012);
- «На коні» (2015);
- «Царівна» (2017);
- «Друг» (2019);
- «Ангел» (2022, глина);
- «Вождь» (2022, пластик);
- «Іван Кавалерідзе» (рельєф-контрформа; 2022, штучний камінь).

Автор бронзової меморіальної дошки Віктору Микитасю в Києві на фасаді будинку по вулиці Євгена Чикаленка, № 27 (2018).